# Topeniště

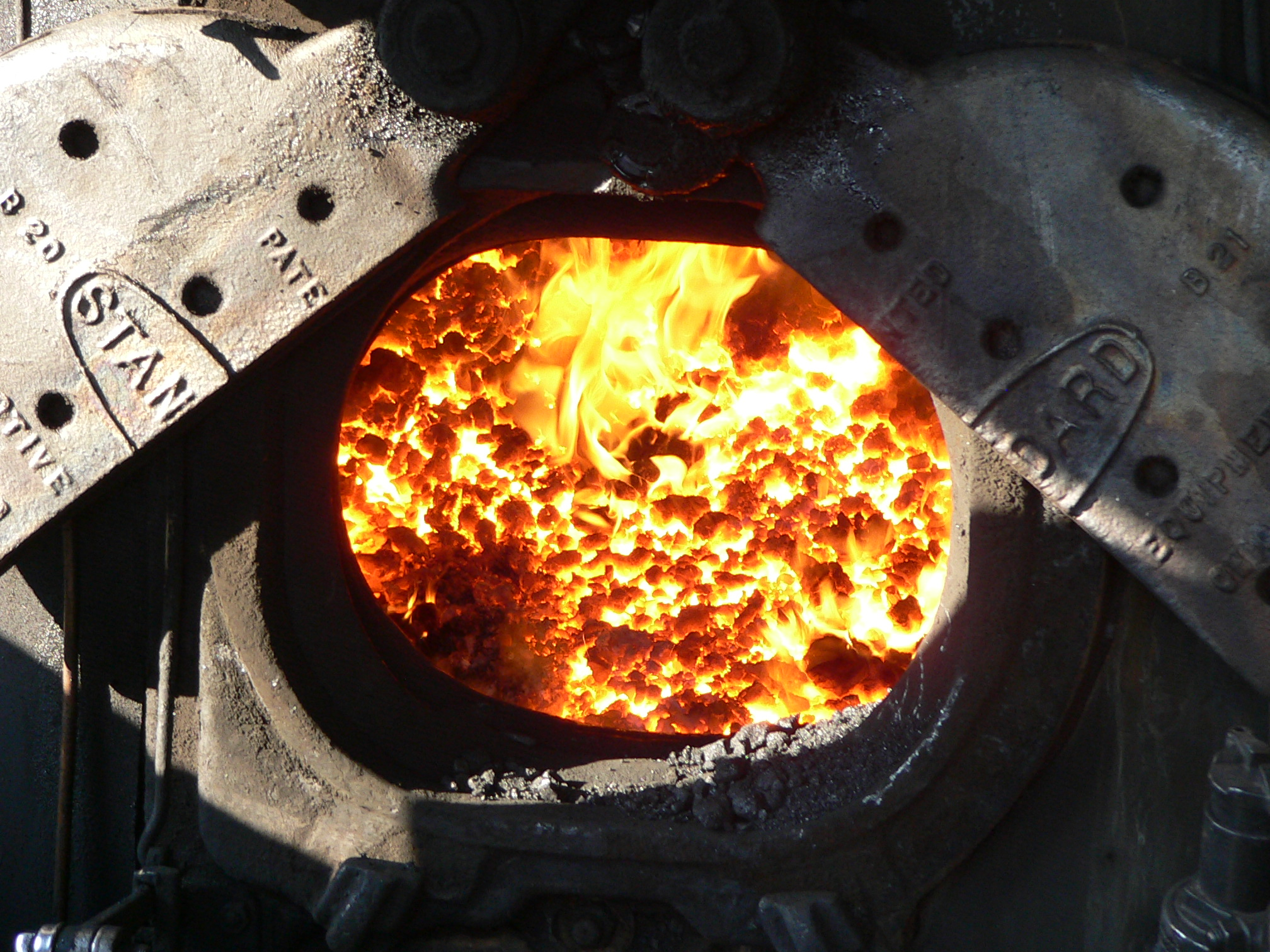
Topeniště parní lokomotivy s otevřenými dvířky

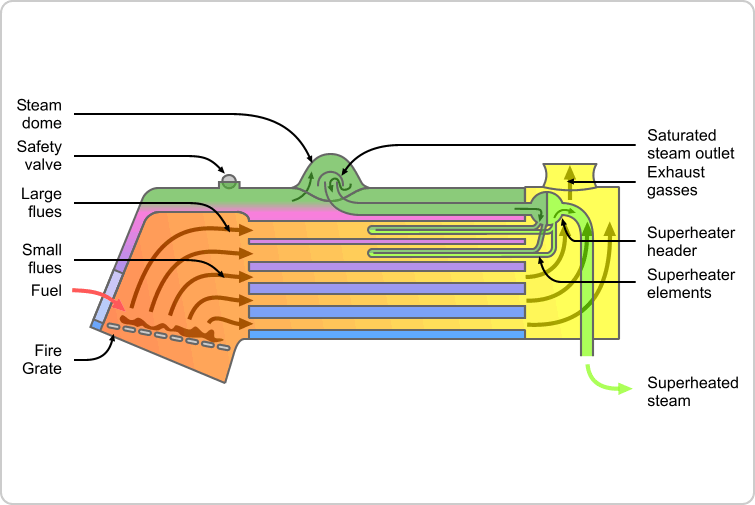
Lokomotivní parní kotel, topeniště vlevo

Topeniště je prostor v peci, kamnech nebo u kotle, kde se spaluje topivo (palivo).

## Pevná paliva
Topeniště na pevná paliva se rozdělují podle způsobu spalování:
- Roštová – pevné kusové palivo se spaluje v klidné vrstvě na roštu
- Prášková – rozemleté palivo se spaluje ve formě prášku. Spalování probíhá v letu v prostoru ohniště
- Cyklónová – práškové palivo se spaluje ve vířivém prostoru (cyklonu) – palivo hoří rychleji a dosahuje vyšších teplot
- Fluidní – rozdrcené palivo se spaluje ve vznosu (nadlehčováno proudem vzduchu, tj. fluidizováno). Kromě výhodného rozložení tepelné zátěže a vysoké účinnosti umožňuje i odsíření spalin, je ekologicky nejvýhodnější

## Kapalná paliva
Palivo se rozprašuje – lépe hoří. Hořáky na kapalná paliva rozprašují palivo na jemné kapičky, čehož se dosahuje stlačeným vzduchem nebo párou

## Plynná paliva
Plynné palivo se smísí se vzduchem a hoří. Podstata jako u kapalných paliv.